# Ambasada danych
Ambasada danych (ang. data embassy) – szczególny przypadek użycia kopii bezpieczeństwa online na poziomie państwowym, forma zabezpieczenia cyfrowej ciągłości państwa poprzez przechowywanie kopii krytycznych danych i systemów informatycznych poza jego fizycznym terytorium, ale z zachowaniem jego jurysdykcji. Termin został upowszechniony dzięki praktyce Estonii, która jako pierwsze państwo na świecie wdrożyła tego rodzaju rozwiązanie jako element strategii cyberbezpieczeństwa narodowego.
Ambasada danych to fizyczne centrum danych zlokalizowane za granicą, które zgodnie z umową międzynarodową podlega jurysdykcji państwa wysyłającego. Model ten zapewnia państwu kontrolę nad przechowywanymi danych nawet w sytuacji zagrożenia jego terytorium (np. okupacji, wojny, katastrofy naturalnej). Ambasady danych wpisują się w koncepcję cyberodporności i suwerenności cyfrowej.

## Przypadek Estonii
Wysoki poziom cyfryzacji państwa estońskiego, obejmujący m.in. 99% dostępnych online usług publicznych i powszechnie wykorzystywany dowód elektroniczny, uczynił Estonię liderem cyfryzacji, ale też naraził ją na ryzyko cyberataków. Doświadczenia z 2007 roku, kiedy Estonia padła ofiarą masowego cyberataku, zmusiły decydentów do opracowania nowej strategii zapewnienia ciągłości cyfrowej państwa.
Estonia jako pierwsza zrealizowała ideę ambasady danych, podpisując 20 czerwca 2017 roku umowę z Wielkim Księstwem Luksemburga. Umowa dotyczy hostingu danych i systemów informatycznych w centrum danych zlokalizowanym w Betzdorfie, które objęte zostało immunitetami porównywalnymi z przewidzianymi w Konwencji wiedeńskiej o stosunkach dyplomatycznych.
Umowa zapewnia:
- nietykalność fizycznych pomieszczeń,
- jurysdykcję Estonii nad danymi i systemami,
- ochronę archiwów, licencji i sprzętu,
- możliwość wykorzystania kanałów komunikacji dyplomatycznej.

## Status prawny i regulacyjny
Choć termin „ambasada” jest w tym przypadku metaforyczny, status prawny tego rodzaju centrum danych wymagał rozwiązania ponadstandardowego. Konwencja wiedeńska nie przewiduje bowiem wprost eksterytorialnych centrów danych, dlatego konieczne było zawarcie odrębnej umowy dwustronnej. Luksemburg i Estonia ustanowiły nowe ramy ochrony cyfrowej misji państwowej.
Estoński model ambasady danych został dostrzeżony w raportach międzynarodowych (m.in. OECD) jako innowacyjne narzędzie odporności cyfrowej. Rozwiązanie to łączy kompetencje z zakresu administracji, prawa międzynarodowego i technologii informatycznych. Może być inspiracją dla innych państw budujących strategie cyberbezpieczeństwa.